# Julián Caicedo
Julián Caicedo (Cali, 1981) es un actor de cine, teatro y televisión colombiano.

## Biografía
Nació en Cali. Estudió licenciatura en arte dramático en la Universidad del Valle, debutando en su carrera en actuación en teatros locales y nacionales.
En 2007 inicia su actuación en el cine con la película Perro come perro dirigido por Carlos Moreno. Participó en producciones como Escobar, el patrón del mal, Niñas mal, El cartel de los sapos y La esquina del diablo,entre otras.
Nominado a mejor actor de reparto en los premios India Catalina por su personaje "caremonja" en la serie "La Selección" 

## Filmografía

### Televisión
| Año       | Título                                   | Personaje                               | Canal              |
| --------- | ---------------------------------------- | --------------------------------------- | ------------------ |
| 2025      | Nuevo rico, nuevo pobre                  | Fidel Ernesto Peláez Ortiz "El Gordo"   | Caracol Televisión |
| 2024      | Klass 95                                 | Elton John "El Tonyón" Buitrago         | Caracol Televisión |
| 2024      | Arelys Henao, aún queda mucho por cantar | Tito Restrepo                           | Caracol Televisión |
| 2022      | Hasta que la plata nos separe            | Franklin Pardo                          | Telemundo          |
| 2022      | Juanpis González: la serie               | Iván / Libardo Sneider Bucaramanga      | Netflix            |
| 2020-2021 | Chichipatos                              | Teniente Alonso Prieto                  | Netflix            |
| 2020      | De Brutas Nada                           |                                         | Amazon Prime Video |
| 2020      | Decisiones: Unos ganan, otros pierden    | Ramón                                   | Amazon Prime Video |
| 2020      | Verdad oculta                            | "El Jefe"                               | Canal RCN          |
| 2019      | Enfermeras                               |                                         | Canal RCN          |
| 2019      | Las muñecas de la mafia 2                | "Uña"                                   | Caracol Televisión |
| 2018-2019 | Loquito por ti                           | Jorge Eliécer Gómez Espitia "Machorro"  | Caracol Televisión |
| 2017      | Los Morales                              | Jairo                                   | Caracol Televisión |
| 2016-2017 | Las Vega's                               | Benjamín Orozco                         | Canal RCN          |
| 2015      | La esquina del diablo                    | "Cachalote"                             | UniMás             |
| 2014      | Entre Panas                              | Poncho                                  |                    |
| 2013      | La selección                             | Víctor Manuel Osorio «Caremonja»        | Caracol Televisión |
| 2012      | Escobar, el patrón del mal               | Carlos Mario Alzate Alias «El Candonga» | Caracol Televisión |
| 2010      | Niñas Mal                                | Fatu                                    | Caracol Televisión |
| 2010      | Tu Voz Estereo                           |                                         | Caracol Televisión |
| 2009-2010 | Las muñecas de la mafia                  | "Uña"                                   | Caracol Televisión |
| 2009      | El penúltimo beso                        | Don Urgido                              | Canal RCN          |

### Cine
| Año  | Título                                      | Personaje                          |
| ---- | ------------------------------------------- | ---------------------------------- |
| 2025 | Un padre muy madre                          | John                               |
| 2024 | Juanpis González: El presidente de la gente | Iván / Libardo Sneider Bucaramanga |
| 2024 | La Pena Máxima 2                            | El Encargado                       |
| 2024 | El Vendedor                                 | Carlos José                        |
| 2023 | El Yuppie y El Guiso                        | Feliz Peñuela                      |
| 2023 | Amar es madurar                             | Luis                               |
| 2019 | Al son que me toquen bailo                  | Gordo Materón                      |
| 2019 | En la ruta del narco                        | Conductor                          |
| 2017 | Virginia Casta                              | Andrés                             |
| 2017 | Empeliculados                               | Productor                          |
| 2014 | Estrella Quiero Ser                         | Manuel                             |
| 2013 | El Cartel de los sapos                      | "Doble Rueda"                      |
| 2007 | Perro come perro                            | Portero                            |